# Slobozjanskyj Nationalpark
Slobozjanskyj Nationalpark (ukrainsk: Слобожанський національний природний парк) (også: Slobozhanskyi NNP) er en nationalpark i Ukraine, der dækker en skov-steppe-region ved sammenløbet af Merla- og Merchik-floderne i det østlige Poltava-højland i det østlige Ukraine. Parken har et omfattende kompleks af moser, sumpe og andre vådområder, der danner et rigt levested for forskellige planter og dyr. Parken ligger administrativt i Bohodukhiv rajon i Kharkiv oblast.

## Topografi
Merla- og Merchik-flodernes dal har en lav terrasse med flodsletter, enge og moser, og en højere terrasse har bakker og skov-steppe, med eng-mose vegetation i lavningerne.

## Klima og økoregion
Klimaet i Slobozjanskyj er fugtigt kontinentalt klima. (Köppen klimaklassificering (Dfb)). Dette klima er kendetegnet ved store sæsonbestemte temperaturforskelle og en varm sommer (mindst fire måneder i gennemsnit over 10 °C, men ingen måned i gennemsnit over 22 °C.

## Flora og fauna
Mere end 90% af parkens område er skov. Merla-flodens højre bred er en naturlig ahornskov; venstre bred har naturlige og kunstige fyrreplantager. Moseskovene er primært el og birk.

## Offentlig brug
For at beskytte det naturlige miljø i parken organiseres og overvåges rekreative aktiviteter. Offentligheden er velkommen på økologiske-pædagogiske ruter og videnskabelige-kognitive ruter. Der er overnatningsmuligheder flere steder i parken, og campingpladser, picnicområder og pavilloner til gruppeaktiviteter. Der opkræves et mindre gebyr for udflugter og vandreture.